# Takehiro Hira
Takehiro Hira (平 岳大?, Hira Takehiro; Tokyo, 27 luglio 1974) è un attore giapponese.

## Biografia
Hira è nato a Setagaya, quartiere di Tokyo, da genitori entrambi attori, Mikijiro Hira e Yoshiko Sakuma. È cresciuto in Giappone fino all'età di 15 anni per poi trasferirsi in america frequentando il liceo Moses Brown School di Providence, nel Rhode Island, negli Stati Uniti, e poi frequentando la Brown University.

## Carriera
Ha fatto il suo debutto nelle sale cinematografiche nel 2002 con Rokumeikan, scritto da Yukio Mishima. Lavorò poi a stretto contatto con suo padre Mikijiro Hira. tra i quali ha interpretato il ruolo di Iago nella produzione di Otello con il padre nel ruolo protagonista. Ha ricevuto un importante riconoscimento quando ha interpretato l'ultimo shogun Yoshinobu Tokugawa nel dramma Atsuhime. È apparso in diversi film di Takashi Miike, tra cui Ichimei, Gyakuten saiban e Il canone del male.

### Carriera internazionale
Nel 2005 è nel cast principale della produzione teatrale inglese di Amleto, in cui il ruolo principale è stato interpretato da Michael Maloney, in un tour di tre mesi accolto molto bene in molti luoghi del Regno Unito.
Ha interpretato il ruolo principale nella serie televisiva britannica e giapponese Giri / Haji - Dovere / Vergogna nel 2019. Ha avuto poi parti importanti nei film americani Lost Girls & Love Hotels del 2020 ambientata a Tokyo, e Snake Eyes del 2021 e un ruolo minore in Gran Turismo del 2023. Nel 2024 appare nel ruolo dell'antagonista principale nell'acclamata serie Shōgun per il quale riceve una nomination ai Premi Emmy.

## Filmografia

### Attore

#### Cinema
- Tsukahara Bokuden (塚原卜伝), regia di Fukui Mitsuhiro e Mineyo Sato (2011)
- Ichimei (一命), regia di Takashi Miike (2011)
- Gyakuten saiban (逆転裁判), regia di Takashi Miike (2012)
- Il canone del male (悪の教典, Aku no kyōten), regia di Takashi Miike (2012)
- The Floating Castle (のぼうの城, Nobō no Shiro), regia di Shinji Higuchi e Isshin Inudo (2012)
- Bushido (日本, Shundô) regia di Yasuo Mikami (2013)
- Okāsan no Ki (おかあさんの木), regia di Itsumichi Isomura (2015)
- Sekigahara (関ヶ原), regia di Masato Harada (2017)
- Killing for the Prosecution (検察側の罪人, Kensatsu gawa no zainin), regia di Masato Harada (2018)
- Erica 38 (エリカ38), regia di Yuichi Hibi (2019)
- Lost Girls & Love Hotels, regia di William Olsson (2020)
- Boku-tachi wa Minna Otona ni narenakatta (ボクたちはみんな大人になれなかった), regia di Yoshihiro Mori (2021)
- Snake Eyes: G.I. Joe - Le origini (Snake Eyes: G.I. Joe Origin), regia di Robert Schwentke (2021)
- The Contestant, regia di Clair Titley (2023)
- Gran Turismo - La storia di un sogno impossibile (Gran Turismo), regia di Neill Blomkamp (2023)
- Voci di potere (Rumours), regia di Guy Maddin, Evan Johnson e Galen Johnson (2024)
- Operazione vendetta (The Amateur), regia di James Hawes (2025)
- Captain America: Brave New World, regia di Julius Onah (2025)

#### Televisione
- Gō: Himetachi no Sengoku (江〜姫たちの戦国) - serie TV (2011)
- Umechan Sensei (梅ちゃん先生) - serie TV (2012)
- Sanada Maru (真田丸) - serie TV (2016)
- Giri / Haji - Dovere / Vergogna - serie TV (2019)
- Monarch: Legacy of Monsters - serie TV (2023-2024)
- Shōgun – miniserie TV (2024)

### Doppiatore
- Yasuke - serie anime (2021)

## Premi e candidature
| Premio     | Anno | Categoria                                               | Film   | Vinto/Candidato | Ref.  |
| ---------- | ---- | ------------------------------------------------------- | ------ | --------------- | ----- |
| Premi Emmy | 2024 | Miglior attore non protagonista in una serie drammatica | Shōgun | Candidato/a     | [ 3 ] |